# 2-3-2-3
2-3-2-3 (WW) é um esquema tático do futebol, formado por três defensores, três meio-campistas recuados, dois meio-campistas avançados e três atacantes, fazendo um desenho de um "W" na defesa e no ataque.
Possui duas variantes: O 2-3-2-3 (WW) e o 2-3-2-3 Metodo

## 2-3-2-3 Metodode Vittorio Pozzo
O regime fascista italiano viu no futebol um importante instrumento de propaganda política. Seria necessário criar, principalmente na seleção nacional, uma identidade.
O técnico Vittorio Pozzo, então no comando da Seleção Italiana, e um nacionalista simpático a esta filosofia fascista, não confiava no 2-3-5, ainda utilizado como padrão na Europa, e também se mostrava resistente ao recém-surgido WM. A solução foi reunir ambos. De maneira até certo ponto simplista, é possível dizer que o técnico da seleção italiana montou um planejamento com o sistema defensivo do 2-3-5, e o sistema ofensivo do WM. Ele introduziu ainda a marcação individual, que adotava sempre para anular o cérebro da equipe adversária - geralmente o centromédio no 2-3-5, ou o centroavante no WM. Este esquema tinha como foco a força do meio de campo e características de contra-ataques rápidos, que, segundo ele, eram perfeitas para o estilo de jogo dos italianos (estilo que serve como base do futebol italiano atual).
Foi com o W.W que a Itália conquistou duas Copas do Mundo consecutivas, em 1934 e 1938.

## OWW Hungarode Hugo Meisl
O WW hungaro, diferentemente do 2-3-2-3 Metodo italiano, é que o meio-campista do centro tem total liberdade para atacar. Assim, quando o time esta com a bola, ele se transforma num 2-2-1-2-3. Esta formação é uma junção do WM com o 4-2-4. Segundo Hugo Meisl, o idealizador deste esquema, “os onze jogadores devem estar em permanente movimento para impedir o adversário de adivinhar as suas intenções. Mesmo um médio, se tiver oportunidade, deve avançar no terreno e surgir, de surpresa, na área adversária, mas, nesses mesmo instante, um seu colega deve imediatamente ocupar o seu posto em campo subitamente vazio pelo seu adiantamento no ataque. O meu sistema, em suma, é não ter nenhum sistema. Inteligência, velocidade e surpresa são os factores de sucesso”.
Este esquema atingiu relativo sucesso com Gusztáv Sebes, a frente da seleção hungara, no começo da década de 50.